# Полис, Миервалдис
Миерва́лдис По́лис (латыш. Miervaldis Polis; 23 июля 1948 года, Рига) — советский и латвийский художник, мастер фотореализма и перформенс арта. Один из первых представителей фотореализма в Советском Союзе.
В 1966 году окончил художественную школу им. Розенталя. В 1975 году окончил мастерскую монументальной живописи Латвийской Академии художеств. После службы в Бурятии работал в области иллюзии, затем фотореализма.
Был женат на художнице Лиге Пурмале.

## Перфомансы
- Прогулка Бронзового человека по Риге
- Коллективное выпрашивание милостыни в Бремене
- Встреча с Белым человеком на саммите в Хельсинки
- Торговля подсолнечными семечками возле часов «Лайма»
- Превращение в Белого человека

## Фильмография
- Золотое сито